# .cw
.cw é o código TLD (ccTLD) para a Curaçau. Foi criado após uma decisão, em 15 de dezembro de 2010, pela ISO 3166 Maintenance Agency de alocar a CW como o código ISO 3166-1 alpha-2 para Curaçau. Esta decisão seguiu o novo status de Curaçau como um país autônomo dentro do Reino dos Países Baixos em 10 de outubro de 2010. A Universidade de Curaçau, que já era o patrocinador do .an foi designado como a organização patrocinadora. O registro de domínios .cw está disponível desde 1 de fevereiro de 2012.
Atualmente, muitos sites em Coraçao continuam usando o antigo ccTLD das Antilhas Neerlandesas .an. Os domínios .an serão capazes de migrar para .sx (São Martinho) ou .cw dependendo de onde eles estão.